# Désobstruction rhinopharyngée
Pour les articles homonymes, voir DRP.
 (juillet 2023).
Si vous disposez d'ouvrages ou d'articles de référence ou si vous connaissez des sites web de qualité traitant du thème abordé ici, merci de compléter l'article en donnant les références utiles à sa vérifiabilité et en les liant à la section « Notes et références ».
La désobstruction  rhinopharyngée communément appelée DRP, est une technique de mouchage des nourrissons dérivée de l'irrigation nasale. Elle consiste à introduire un liquide physiologique dans les narines du bébé, pour décrocher les mucosités qui encombrent les voies respiratoires. En cas de rhume, l'utilisation complémentaire du mouche-bébé permet de dégager efficacement le nez.